# Zavala (Bosnia ed Erzegovina)
Zavala (in serbo Завала?) è un villaggio della Bosnia ed Erzegovina. Si trova all'interno del comune di Ravno, nel Cantone dell'Erzegovina-Narenta e nella Federazione di Bosnia ed Erzegovina. Secondo i primi risultati del censimento bosniaco del 2013, la popolazione era di 188 abitanti.